# Regione Landquart
La regione Landquart è una regione del Canton Grigioni, in Svizzera, istituita il 1º gennaio 2016 quando nel cantone le funzioni dei distretti e quelle dei circoli, entrambi soppressi, sono stati assunti dalle nuove regioni; il territorio della nuova regione Landquart coincide con quello del vecchio distretto di Landquart eccetto il comune di Haldenstein, assegnato alla regione Plessur.
La regione confina con le regioni Plessur a sud, Prettigovia-Davos a est, con l'Austria e il Liechtenstein a nord e con il Canton San Gallo a ovest. Il capoluogo è Landquart.

## Geografia fisica
La massima elevazione della regione è lo Schesaplana (2 964 m), nel gruppo del Rätikon. Altre cime principali comprendono il Drusenfluh (2 827 m), il Sulzfluh (2 817 m), e il Calanda di Felsberg (2 697 m).
I fiumi principali della regione sono il Reno e il suo affluente di destra Landquart.

## Infrastrutture e trasporti

### Strade
Il territorio della regione è attraversato dall'autostrada A13/E43 Sankt Margrethen-Bellinzona, che collega il nord-est della Svizzera con il Canton Ticino attraverso Coira ed il San Bernardino. L'autostrada ha uscite nella regione a Maienfeld, Landquart e Zizers.

### Strade principali
La strada principale 13 attraversa il territorio da Trimmis a Mastrils passando per Igis. La strada principale 28 attraversa il territorio della regione da Malans al confine con il Liechtenstein di Fläsch. Incrocia la n. 13 a Landquart.

### Ferrovie
La regione è servita dalla linee ferroviarie Coira-Sargans, con stazioni a Landquart e Maienfeld, e Coira-Davos, con stazioni a Untervaz-Trimmis, Zizers, Igis, Landquart Ried, Landquart e Malans.

### Valichi di frontiera
Esiste un valico di frontiera tra la regione Landquart e il Liechtenstein:
- Fläsch/Balzers

## Geografia antropica

### Suddivisioni amministrative
La regione Landquart è divisa in 8 comuni:
- Fläsch
- Jenins
- Landquart (capoluogo)
- Maienfeld
- Malans
- Trimmis
- Untervaz
- Zizers